# 2C-B
2C-B eller 2-(4-brom-2,5-dimetoxifenyl)etanamin är en psykedelisk drog. Den ingår i 2C-familjen av psykedeliska droger och är besläktad med 2C-E och 2C-I. Den intas oftast via munnen, men kan även inhaleras nasalt eller injiceras. Vid oralt intag brukar doserna ligga mellan 10 och 25 milligram. 
Den framställs oftast genom bromering av 2,5-dimetoxifenetylamin (2C-H).
Preparatet är narkotikaklassat och ingår i förteckning P II i 1971 års psykotropkonvention, samt i förteckning I i Sverige.